# Battaglia di Cascina (Michelangelo)

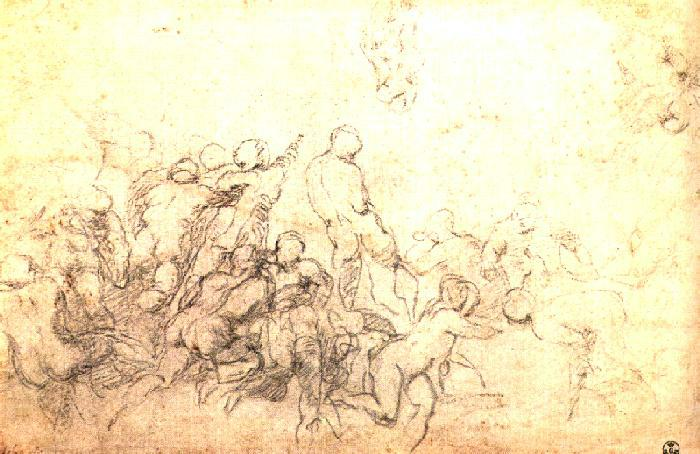
Studio di scena di battaglia, Gabinetto dei Disegni e delle Stampe

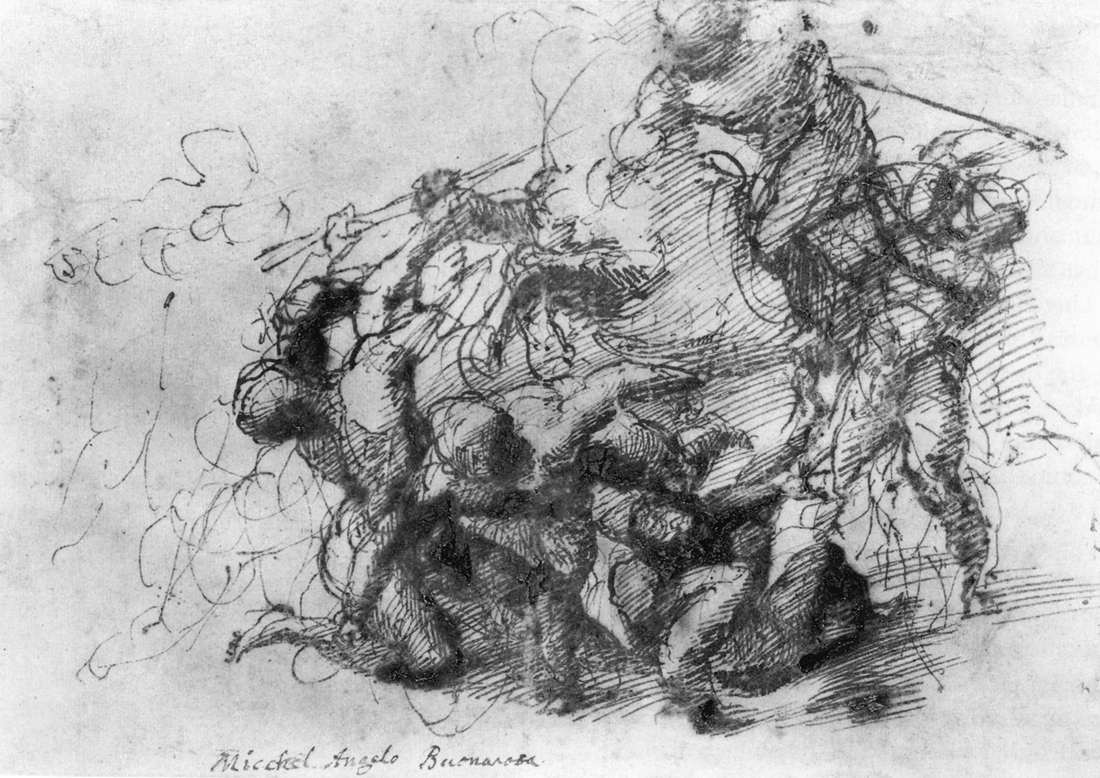
Scena della battaglia, Ashmolean Museum

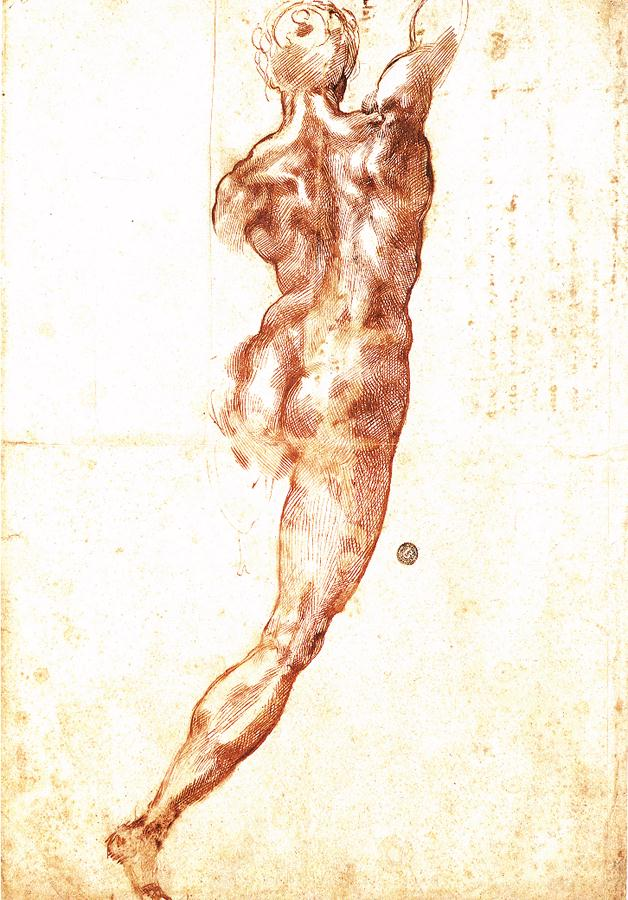
Studio per un nudo, Casa Buonarroti

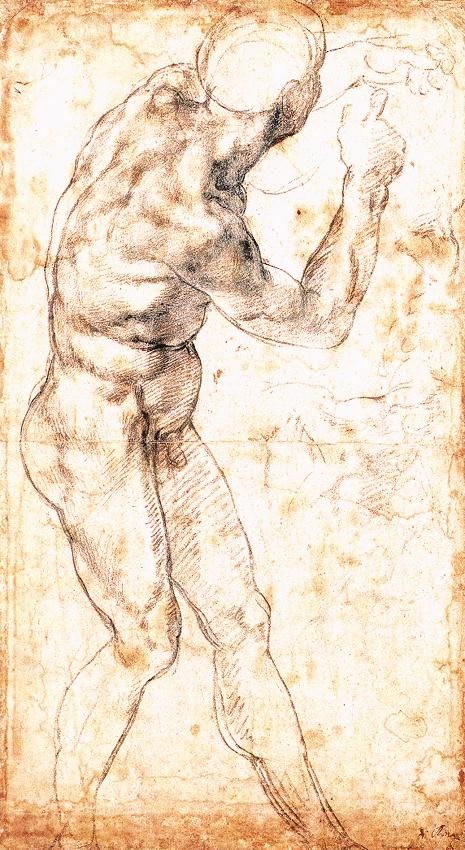
Nudo di uomo, Museo Teylers

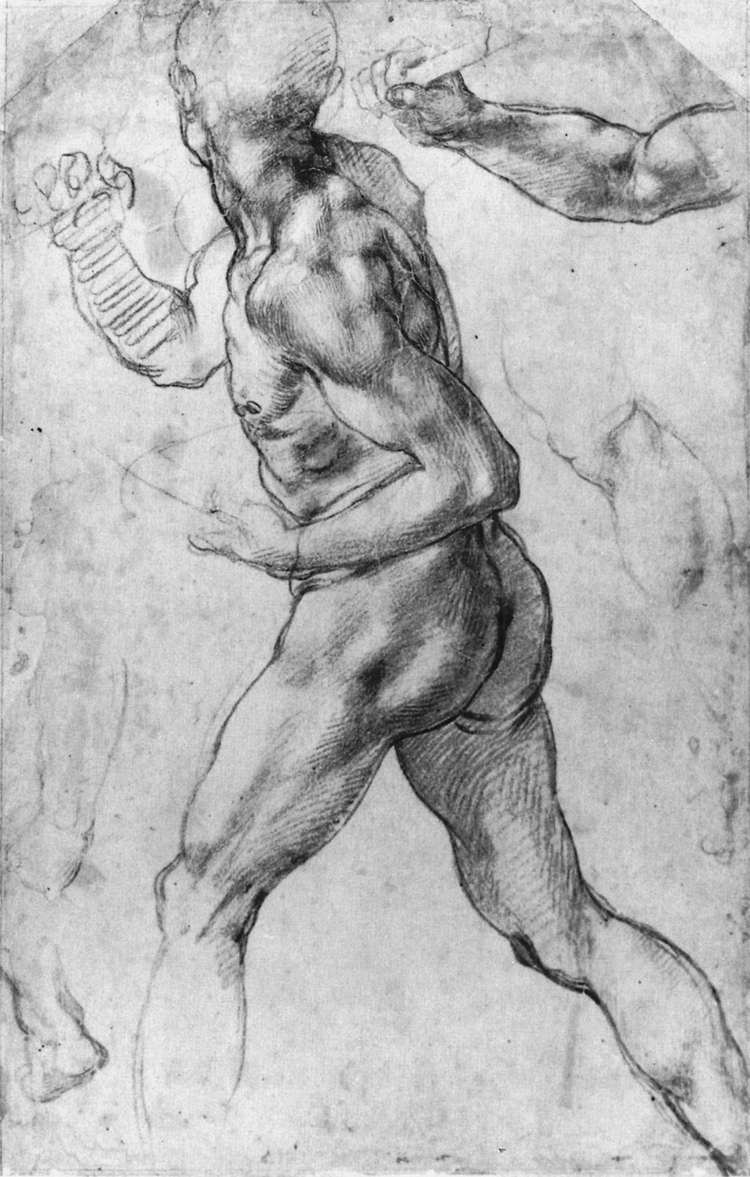
Nudo di uomo, Museo Teylers

La Battaglia di Cascina sarebbe dovuta essere un affresco di Michelangelo Buonarroti da collocare nella fiorentina sala del Maggior Consiglio (poi detta Salone dei Cinquecento) di Palazzo Vecchio, a Firenze. Ne venne realizzato solo un perduto cartone nel 1505-1506 circa, conosciuto da studi e copie antiche, tra cui la migliore è quella di Aristotile da Sangallo, databile al 1542 circa e conservata nelle collezioni private del conte di Leicester, a Holkham Hall, nel Norfolk (lo stesso ex proprietario del leonardiano Codice Leicester).

## Storia
Agli inizi del Cinquecento il gonfaloniere a vita Pier Soderini maturò l'idea di fare decorare il grande salone in Palazzo Vecchio, fatto costruire da Savonarola nel 1494 in seguito alla sua riforma partecipativa del governo cittadino e, secondo i principi promossi dal frate, fino ad allora molto spoglio, di austerità quasi monasteriale. Favorito dalla felice congiuntura che vide due dei più grandi maestri fiorentini presenti contemporaneamente in città dopo grandiosi successi in altri stati italiani, egli riuscì a coinvolgere nell'impresa nientemeno che Leonardo da Vinci e Michelangelo Buonarroti. Il tema scelto fu quello delle vittorie dell'esercito fiorentino all'insegna di una glorificazione della rinata Repubblica e del suo trionfo contro i nemici, protetta da Dio e dal valore dei suoi uomini.
A Leonardo, nell'aprile del 1503, venne affidata la Battaglia di Anghiari (29 giugno 1440 contro i Visconti), per la quale l'artista si mise subito al lavoro, sperimentando una tecnica singolare, l'encausto tramandato da Plinio, che tuttavia si rivelò drammaticamente inadatta, forse sciupando irrimediabilmente una porzione di pittura già realizzata (sebbene non si possa stabilire con certezza se - e fino a che punto - alcune parti dell'opera siano state effettivamente poste in opera). Nel dicembre 1503 l'artista sospendeva il lavoro, in realtà per non riprenderlo mai più.
Nella seconda metà del 1504 il Soderini intanto allogò a Michelangelo il disegno di una seconda Battaglia, quella di Cascina, combattuta il 28 luglio 1364 contro i Pisani e riferita da Giovanni Villani. L'episodio su cui in particolare si soffermò Michelangelo è quello delle truppe fiorentine che, stabilitesi a sei miglia da Pisa "ne' borghi di Càscina", per via del caldo sono indotte in larga parte a disarmarsi e a fare un bagno in Arno, quando all'improvviso Mario Donati, vedendo profilarsi un attacco dei Pisani, dà l'allarme: ricompostesi in fretta, sotto la guida di Galeotto Malatesta, vanno alla battaglia uscendone vittoriose.
Il soggetto permetteva a Michelangelo di rappresentare uno dei temi più cari alla sua arte, cioè corpi "ignudi" in movimento vorticoso. L'artista si mise al lavoro sul cartone che, a quanto risulta da una sua lettera del 1525, doveva essere completo entro il marzo 1505; Condivi e Vasari parlano però di alcuni mesi dopo, né si può escludere, da altri indizi, che il completamento risalga in realtà al novembre del 1506. Il cartone si trovava in una stanza dell'ospedale di Sant'Onofrio, dove era stato dipinto, e dove venne lasciato dall'artista in partenza prima per Bologna (1507) e da lì per Roma (1508) per riconciliarsi con papa Giulio II.
Oggetto di ammirazione e studio generale fin da allora, venne trasferito nel 1508 nella sala in cui era destinato e poi verso il 1512 in Santa Maria Novella, infine, entro il 1515, in palazzo Medici. Qui, già verso il 1550, a causa della sua popolarità e dei numerosi trasferimenti, risultava già diviso in pezzi, finiti poi presso vari proprietari e infine distrutti in periodi imprecisati. A tale proposito Vasari ricorda l'ammirazione ossessiva che ne ebbe il giovane Baccio Bandinelli, che tentando senza successo di emulare il vigore e la forza dinamica dell'originale si procurò una chiave di palazzo Medici per studiarli giorno e notte e, dopo avere sottratto dei pezzi, arrivò a stracciarli per la rabbia dell'insuccesso.
Storici antichi affermano che Michelangelo aveva incominciato anche l'esecuzione sulla parete (parere condiviso da Charles de Tolnay, 1943-1960), ma al massimo doveva trattarsi di una stesura subito interrotta e che comunque, al pari dell'incompiuto leonardesco, venne coperta se non distrutta nel corso della ristrutturazione vasariana del Salone, negli anni sessanta del Cinquecento.

### Studi e copie
Tra i disegni preparatori, spesso di difficile attribuzione e datazione, i principali sono:
- Londra, British Museum: studio di una figura (penna e pennello su cartone, 42x28 cm), 1504-1505[4]
- Firenze, Casa Buonarroti: disegno di nudo di schiena (penna e matita su carta, 40,8x28,4 cm)[5]
- Firenze, Gabinetto dei Disegni e delle Stampe: studio per la battaglia (creta e punta d'argento su carta, 23,5x35,6 cm), 1505-1506[4]
- Haarlem, Museo Teylers: studio di un soldato nudo con la mazza (nero con lumeggiature in gesso bianco, 40,5x22,6 cm), 1504-1506[6]
- Haarlem, Museo Teylers: studio di un soldato nudo (nero con gesso bianco, 40,4x26 cm), 1505[4]
- Oxford, Ashmolean Museum: scena della battaglia (penna e inchiostro su cartone, 17,9x25,1 cm), 1504[4]
- Oxford, Ashmolean Museum: fante e cavaliere (penna e carboncino su carta, 27x18,5 cm), 1504
- Vienna, Graphische Sammlung Albertina: ignudo (carboncino e biacca su carta, 27,2x19,9 cm)

Esistono poi varie copie parziali, tra le quali la migliore è ritenuta quella della parte centrale da parte di Aristotele da Sangallo, databile al 1542 circa e oggi presso la Holkham Hall nel Norfolk, in Inghilterra.

## Descrizione e stile
Wilde, studiando l'antico aspetto del Salone, giunse alla conclusione che i dipinti, più che affrontati, dovevano trovarsi sulla medesima parete di levante, in due spazi affiancati di circa 7x17,5 metri (5/6x18 secondo Grohn): a destra doveva trovarsi il dipinto di Leonardo e a sinistra quello di Michelangelo.
La ricostruzione dell'aspetto del cartone michelangiolesco nella sua interezza è stata oggetto di varie ipotesi. Secondo Köhler (1907) al centro doveva trovarsi il soldato che indossa le braghe, affiancato a sinistra col gruppo di cavalieri testimoniato nei disegni di Londra e Oxford; Thode (1908-1913) completò la ricostruzione ipotizzando ai lati militi in corsa e nell'atto di salire a cavallo.
Un disegno ora conservato agli Uffizi mostra il gruppo centrale, senza però quelle figure in pose contorte e concatenate presenti nella copia del Sangallo. Questo può essere dipeso dal fatto che l'artista lavorò nuovamente sul cartone dopo essere ritornato da Roma nel 1506 e aver studiato da vicino la statuaria antica e in special modo il gruppo del Laocoonte, rinvenuto il 14 gennaio 1506 proprio in sua presenza.

## Galleria d'immagini

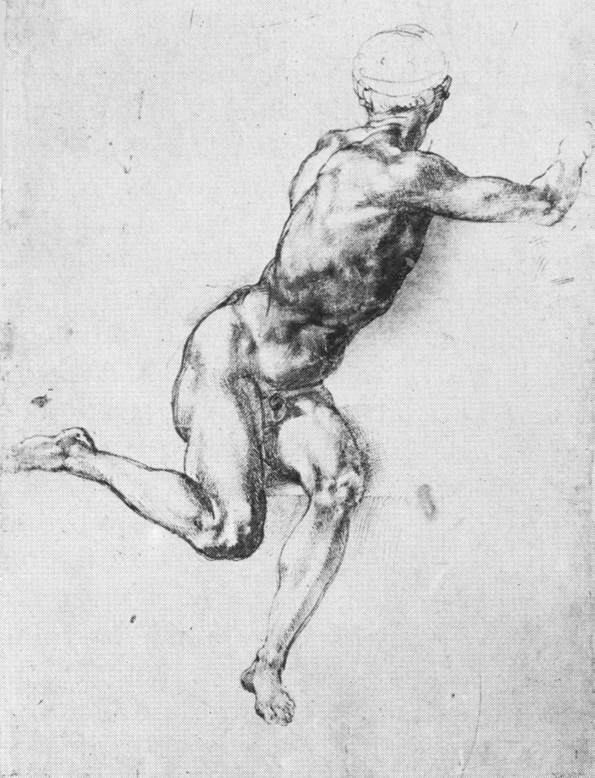
Studio di una figura della battaglia, Gabinetto dei Disegni e delle Stampe
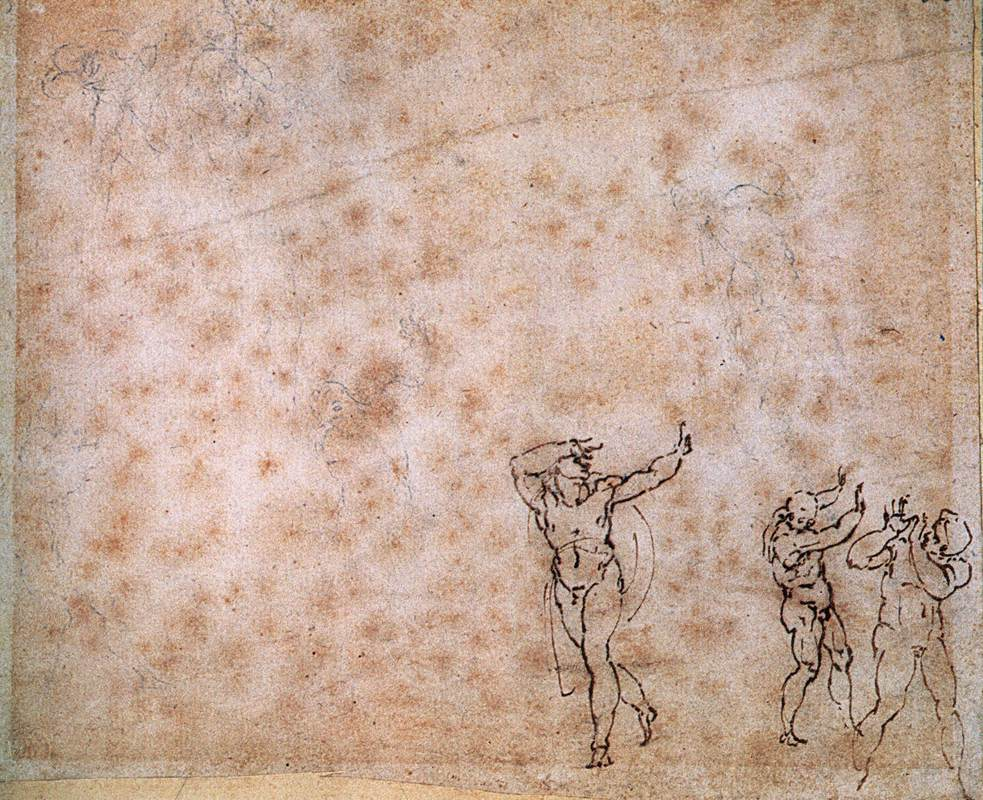
Figure nude, Casa Buonarroti